# ポルトガル鉄道
ポルトガル鉄道（ポルトガル語: Comboios de Portugal, 旧称：Caminhos de Ferro Portugueses, 略称：CP）は、ポルトガルの国営鉄道である。1997年以降、大幅な赤字による経営建て直しやEUの鉄道政策により上下分離が行われ、運行部門のCPと線路等のインフラを管理する部門のREFERに分割された（REFERは2015年に Estradas de Portugalと合併し、Infraestruturas de Portugalとなる）。またその際に、CPのロゴや略称はそのままで、正式名称が Caminhos de Ferro Portugueses から Comboios de Portugal に改称された。REFERやCPの免許や安全分野に関する監督機関としてポルトガル政府直轄の鉄道規制庁の設立もなされた。改革が功を奏し、近年は事業が持ち直しつつある。

## 略歴
1856年10月28日、西ヨーロッパ諸国のうちでは遅く、ポルトガル最初の鉄道路線がリスボンとカレガード間26kmが開通する。この時、ポルトガル鉄道会社（Companhia dos Caminhos de Ferro Portugueses）が誕生する。誕生当初は標準軌で建設されたが、1859年には隣国スペインへ早くも路線網が接続され、それ以降、広軌が幹線鉄道を中心に採用される。標準軌で建設された路線も後に広軌に改軌される。自国だけでなく、イギリスやフランスの企業も参入し、ポルトガルの南北両方向やリスボンやポルトなどの大都市圏に徐々に路線網を広げていった。ゆっくりではあるが、路線の電化も進んでいく。1975年に鉄道の国有化が行われ、同社の名称はポルトガル鉄道（Caminhos de Ferro Portugueses）を略したCPになった。1999年、アルファ・ペンドゥラールの運行が開始される。

## 高速鉄道計画
2013年を目標に、リスボン－マドリッド間に標準軌高速新線を建設し、スペインから高速鉄道AVE（ポルトガル政府の発表及び報道ではTGV）が乗り入れてくる予定が存在した。仮に実現した場合、マドリッドまでの所要時間は2時間45分となった。
- リスボン側のターミナル駅は、市北東部に位置するオリエント駅(Estação do Oriente)になる予定。また、途中駅はエヴォラの市街地より北へ6Kmのところに設置される予定。
- オリエント駅からリスボン市内を少し南下し、同市シェーラス（Chelas） - バレイロ（Barreiro）間に橋を架けテージョ川を渡河し、ポセイラオン(Poceirão)を経由して、東進しスペイン国境方面に向かう予定。バダホスにてマドリッド方面からの線路とつながる予定。
- シェーラス（Chelas） - バレイロ（Barreiro）間の新橋の建設が間に合わない場合、ポセイラオンにて軌間変更を行い、在来線に乗り入れ、4月25日橋を経由してオリエント駅に向かうことも検討されている。

2008年6月2日、ポルトガル政府はリスボン-マドリッド間高速鉄道のうち、カイア（スペイン国境）－ポセイラオン間167Kmについて建設工事にかかる公告を行った。しかし、財政危機などの理由もあり、2012年にポルトガル政府は高速鉄道の建設計画を断念した。
スペインとの高速鉄道以外にもリスボン-ポルト間にも高速鉄道の計画が存在する。リスボンのオリエント駅を起点とし標準軌の高速新線を建設しポルト・カンパニャン駅（Estação de Campanhã）に向かう予定。全線標準軌高速新線で完成した場合、両都市間は所要時間1時間15分になる見通し。なお、両都市近郊についてのみ、在来線に乗り入れることも検討されており、その場合は軌間可変車両が導入される。またポルトとビーゴ間の高速鉄道計画も存在する。
高速鉄道断念の現在、ポルトガルでは長距離列車・インテルシダデス（Intercidades）が走っており、最高時速220kmである。リスボン - ポルト間や、リスボン - フアロ間などで運行。食堂車が付いていることもある。

## 運営組織
分離政策によりCPは6つ事業組織に分かれている。
- CP Alta Velocidade
- CP Longo Curso 長距離幹線の運行（InterCityやアルファ・ペンドゥラールなど）
- CP Regional 地域路線の運行（InterregionalやRegionalなど）
- CP Lisboa リスボン近郊路線の運行

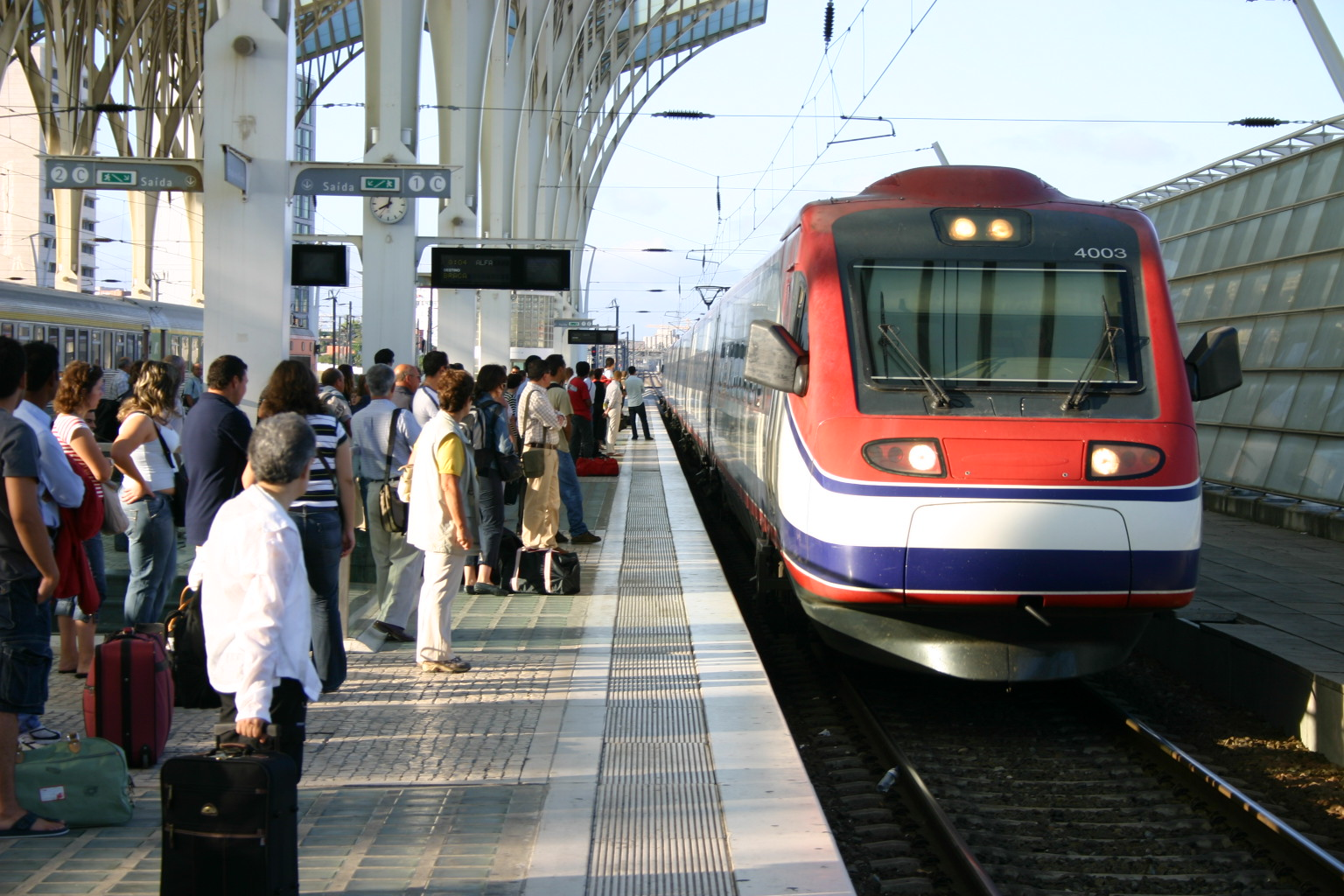
CPアルファ・ペンドゥラール　リスボン・オリエンテ駅

- CP Porto ポルト近郊路線の運行
- CP Carga 貨物列車の運行

## 路線網
1997年から2015年まで、EUの鉄道政策に従ってREFERがインフラを管理していた。REFERはRede Ferroviária Nacional（国鉄路線網）の略で1997年に設立されたポルトガルの鉄道網インフラを管理する管理機構であった。 2015年に Estradas de Portugalと合併し、Infraestruturas de Portugalとなる
- 広軌1,668mm：営業路線2603km（交流電化路線1,351km、25kV50Hz：直流電化路線25km 1.5kV）
- 狭軌1,000mm（3 ft 33⁄8 in）：全て非電化路線188km
- 1949年には3,592kmまで路線網が拡大したが、1980年代から1990年代初めにかけて縮小され、今日の路線網となった。